# Raciborów (Brojce)
Raciborów (deutsch Vogelsang) ist ein Wohnplatz in der Woiwodschaft Westpommern in Polen. Er gehört zu der Gmina Brojce (Gemeinde Broitz) im Powiat Gryficki (Greifenberger Kreis).
Der Wohnplatz liegt in Hinterpommern, etwa 80 Kilometer nordöstlich von Stettin und etwa 25 Kilometer südwestlich von Kolberg. Nördlich der Bebauung verläuft in West-Ost-Richtung die Woiwodschaftsstraße 105. Das Dorf Kiełpino (Kölpin) liegt knapp 1 Kilometer westlich an der Woiwodschaftsstraße, das Dorf Smokęcino (Schmuckenthin) gut 1 Kilometer östlich.
Der Wohnplatz ist aus dem Gutsbetrieb des Gutsanteils Kölpin A hervorgegangen. In Ludwig Wilhelm Brüggemanns Ausführlicher Beschreibung des gegenwärtigen Zustandes des Königlich-Preußischen Herzogtums Vor- und Hinterpommern (1784) ist die „auf der Feldmark des Dorfs gegen Südost nahe an einer Buchenholzung, die das Fier genannt wird, gelegene Schäferey Vogelsang“ erwähnt. Sie gehörte zum Gutsanteil Kölpin A, ebenso wie zwei Vorwerke, vier Bauernstellen, ein Kossäte und die Schmiede. Später entwickelte sich Vogelsang zum Gutsbetrieb des Gutsanteils Kölpin A.
Kölpin A war ein altes Lehen der adligen Familie Manteuffel, wechselte aber seit dem 18. Jahrhundert mehrfach den Besitzer. In den 1920er Jahren verkaufte der damalige Besitzer Fritz Schwerdtfeger Vogelsang an den Besitzer des benachbarten Gutes Schmuckenthin, Theodor von Wentzel. Dieser betrieb Vogelsang bis 1945 als Nebengut von Schmuckenthin. Der Gutsbetrieb Vogelsang umfasste mit Stand 1939 190 Hektar Land, davon 130 Hektar Acker; es wurden 6 Pferde und 65 Rinder gehalten.
Vogelsang gehörte zum Gutsbezirk Kölpin A und wurde mit diesem in der Zeit des Ersten Weltkriegs in die Landgemeinde Kölpin eingemeindet. Bis 1945 bildete Vogelsang einen Wohnplatz in der Gemeinde Kölpin und gehörte mit dieser zum Kreis Kolberg-Körlin.
1945 kam Vogelsang, wie ganz Hinterpommern, an Polen. Der Ort erhielt den polnischen Ortsnamen „Raciborów“.